# Čáry
Čáry (ungarisch Csári) ist eine Gemeinde in der Westslowakei mit 1279 Einwohnern (Stand 31. Dezember 2024), die zum Okres Senica, einem Kreis des Trnavský kraj gehört.

## Geographie
Die Gemeinde befindet sich im Nordteil des Tieflands Záhorská nížina in der traditionellen Landschaft Záhorie am rechten Ufer der Myjava. Das Gemeindegebiet ist weitgehend flach mit einigen Kiefernwäldern nördlich des Ortes. Das Ortszentrum liegt auf einer Höhe von 167 m n.m. und ist neun Kilometer von Senica entfernt.
Nachbargemeinden sind Smolinské im Nordosten, Šaštín-Stráže im Osten, Kuklov im Süden, Kúty im Westen und kurz Brodské im Nordwesten.

## Geschichte

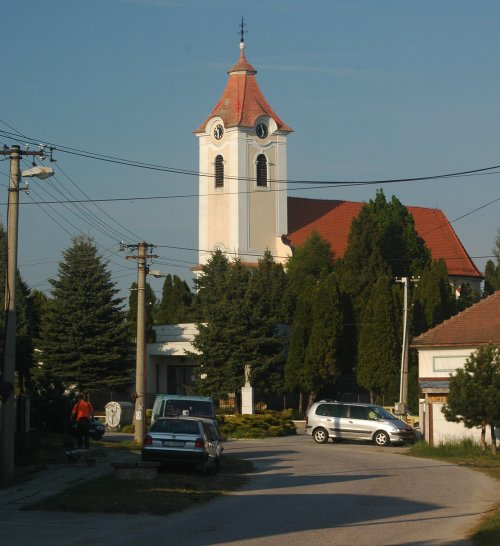
Kirche in Čáry

Der Ort wurde zum ersten Mal 1392 als Cher schriftlich erwähnt. 1828 zählte man 138 Häuser und 969 Einwohner, die von der Landwirtschaft lebten.
Bis 1918 gehörte der im Komitat Neutra liegende Ort zum Königreich Ungarn und kam danach zur Tschechoslowakei beziehungsweise Slowakei.

## Bevölkerung
| Jahr                | 1994 | 2004    | 2014    | 2024    |
| ------------------- | ---- | ------- | ------- | ------- |
| Anzahl der Personen | 1184 | 1251    | 1290    | 1279    |
| Unterschied         |      | +5,65 % | +3,11 % | −0,85 % |

| Jahr                | 2023 | 2024    |
| ------------------- | ---- | ------- |
| Anzahl der Personen | 1277 | 1279    |
| Unterschied         |      | +0,15 % |

Nach der Volkszählung 2011 wohnten in Čáry 1268 Einwohner, davon 1095 Slowaken, 86 Roma, neun Tschechen, drei Magyaren, zwei Polen und ein Russine; ein Einwohner gab eine andere Ethnie an. 71 Einwohner machten diesbezüglich keine Angabe. 1103 Einwohner bekannten sich zur römisch-katholischen Kirche, fünf Einwohner zur evangelischen Kirche A. B. und jeweils ein Einwohner zur evangelisch-methodistischen Kirche sowie zur tschechoslowakisch-hussitischen Kirche; acht Einwohner bekannten sich zu einer anderen Konfession. 76 Einwohner waren konfessionslos und bei 82 Einwohnern wurde die Konfession nicht ermittelt.

## Bauwerke
- römisch-katholische Kirche im Barockstil aus dem 18. Jahrhundert

## Söhne und Töchter der Gemeinde
- Martin Kollár (1853–1919), slowakischer Priester, Schriftsteller und Redakteur
- Mária Kráľovičová (1927–2022), Schauspielerin